# Ezelhaas
De ezelhaas (Lepus alleni)  is een zoogdier uit de familie van de hazen en konijnen (Leporidae). De wetenschappelijke naam van de soort werd voor het eerst geldig gepubliceerd door Mearns in 1890.

## Voorkomen
De soort komt voor in Noord-Oost-Mexico en de zuidelijke staat Arizona in de Verenigde Staten. De soort bewoont droge woestijnachtige gebieden.